# Eleições presidenciais de 2011 em Setúbal

## Resultados Oficiais
| Candidato               | Candidato               | Votos   | %               |
| ----------------------- | ----------------------- | ------- | --------------- |
|                         | Aníbal Cavaco Silva     | 16 493  | 40,50 / 100,00  |
|                         | Manuel Alegre           | 9 415   | 23,12 / 100,00  |
|                         | Fernando Nobre          | 7 377   | 18,11 / 100,00  |
|                         | Francisco Lopes         | 5 560   | 13,65 / 100,00  |
|                         | José Manuel Coelho      | 1 362   | 3,34 / 100,00   |
|                         | Defensor Moura          | 518     | 1,27 / 100,00   |
| Votos Inválidos         | Votos Inválidos         | 2 706   | 6,23 / 100,00   |
| Total                   | Total                   | 43 431  | 100,00 / 100,00 |
| Eleitorado/Participação | Eleitorado/Participação | 101 358 | 42,85 / 100,00  |

## Resultados por Freguesia
Os resultados dos candidatos por freguesia foram os seguintes:
| Freguesia                            | %     | %     | %     | %     | %    | %    | Votantes |
| Freguesia                            | ACS   | MA    | FN    | FL    | JMC  | DM   | Votantes |
| ------------------------------------ | ----- | ----- | ----- | ----- | ---- | ---- | -------- |
| Gâmbia - Pontes - Alto da Guerra     | 35,43 | 20,45 | 15,37 | 24,16 | 3,21 | 1,38 | 1 911    |
| Sado                                 | 25,77 | 29,21 | 28,23 | 12,15 | 3,44 | 1,21 | 2 358    |
| São Lourenço                         | 42,66 | 20,83 | 20,55 | 10,96 | 3,67 | 1,32 | 4 276    |
| São Simão                            | 41,32 | 23,48 | 19,10 | 12,33 | 2,84 | 0,93 | 2 629    |
| Setúbal - Nossa Senhora da Anunciada | 41,34 | 24,57 | 17,77 | 11,70 | 3,12 | 1,50 | 5 520    |
| Setúbal - Santa Maria da Graça       | 44,76 | 22,12 | 18,37 | 10,72 | 2,74 | 1,29 | 3 119    |
| Setúbal - São Julião                 | 49,43 | 19,23 | 18,98 | 8,12  | 3,06 | 1,18 | 7 241    |
| Setúbal - São Sebastião              | 37,53 | 24,49 | 18,20 | 14,85 | 3,66 | 1,27 | 16 377   |
| Setúbal                              | 40,50 | 23,12 | 18,11 | 13,65 | 3,34 | 1,27 | 43 431   |

#### Gâmbia - Pontes - Alto da Guerra
| Candidato               | Candidato               | Votos | %               |
| ----------------------- | ----------------------- | ----- | --------------- |
|                         | Aníbal Cavaco Silva     | 641   | 35,43 / 100,00  |
|                         | Francisco Lopes         | 437   | 24,16 / 100,00  |
|                         | Manuel Alegre           | 370   | 20,45 / 100,00  |
|                         | Fernando Nobre          | 278   | 15,37 / 100,00  |
|                         | José Manuel Coelho      | 58    | 3,21 / 100,00   |
|                         | Defensor Moura          | 25    | 1,38 / 100,00   |
| Votos Inválidos         | Votos Inválidos         | 102   | 5,34 / 100,00   |
| Total                   | Total                   | 1 911 | 100,00 / 100,00 |
| Eleitorado/Participação | Eleitorado/Participação | 4 099 | 46,62 / 100,00  |

#### Sado
| Candidato               | Candidato               | Votos | %               |
| ----------------------- | ----------------------- | ----- | --------------- |
|                         | Manuel Alegre           | 654   | 29,21 / 100,00  |
|                         | Francisco Lopes         | 632   | 28,23 / 100,00  |
|                         | Aníbal Cavaco Silva     | 577   | 25,77 / 100,00  |
|                         | Fernando Nobre          | 272   | 12,15 / 100,00  |
|                         | José Manuel Coelho      | 77    | 3,44 / 100,00   |
|                         | Defensor Moura          | 27    | 1,21 / 100,00   |
| Votos Inválidos         | Votos Inválidos         | 119   | 5,04 / 100,00   |
| Total                   | Total                   | 2 358 | 100,00 / 100,00 |
| Eleitorado/Participação | Eleitorado/Participação | 4 918 | 47,95 / 100,00  |

#### São Lourenço
| Candidato               | Candidato               | Votos | %               |
| ----------------------- | ----------------------- | ----- | --------------- |
|                         | Aníbal Cavaco Silva     | 1 708 | 42,66 / 100,00  |
|                         | Manuel Alegre           | 834   | 20,83 / 100,00  |
|                         | Fernando Nobre          | 823   | 20,55 / 100,00  |
|                         | Francisco Lopes         | 439   | 10,96 / 100,00  |
|                         | José Manuel Coelho      | 147   | 3,67 / 100,00   |
|                         | Defensor Moura          | 53    | 1,32 / 100,00   |
| Votos Inválidos         | Votos Inválidos         | 272   | 6,36 / 100,00   |
| Total                   | Total                   | 4 276 | 100,00 / 100,00 |
| Eleitorado/Participação | Eleitorado/Participação | 8 473 | 50,47 / 100,00  |

#### São Simão
| Candidato               | Candidato               | Votos | %               |
| ----------------------- | ----------------------- | ----- | --------------- |
|                         | Aníbal Cavaco Silva     | 1 019 | 41,32 / 100,00  |
|                         | Manuel Alegre           | 579   | 23,48 / 100,00  |
|                         | Fernando Nobre          | 471   | 19,10 / 100,00  |
|                         | Francisco Lopes         | 304   | 12,33 / 100,00  |
|                         | José Manuel Coelho      | 70    | 2,84 / 100,00   |
|                         | Defensor Moura          | 23    | 0,93 / 100,00   |
| Votos Inválidos         | Votos Inválidos         | 163   | 6,20 / 100,00   |
| Total                   | Total                   | 2 629 | 100,00 / 100,00 |
| Eleitorado/Participação | Eleitorado/Participação | 5 127 | 51,28 / 100,00  |

#### Setúbal (Nossa Senhora da Anunciada)
| Candidato               | Candidato               | Votos  | %               |
| ----------------------- | ----------------------- | ------ | --------------- |
|                         | Aníbal Cavaco Silva     | 2 145  | 41,34 / 100,00  |
|                         | Manuel Alegre           | 1 275  | 24,57 / 100,00  |
|                         | Fernando Nobre          | 922    | 17,77 / 100,00  |
|                         | Francisco Lopes         | 607    | 11,70 / 100,00  |
|                         | José Manuel Coelho      | 162    | 3,12 / 100,00   |
|                         | Defensor Moura          | 78     | 1,50 / 100,00   |
| Votos Inválidos         | Votos Inválidos         | 331    | 5,99 / 100,00   |
| Total                   | Total                   | 5 520  | 100,00 / 100,00 |
| Eleitorado/Participação | Eleitorado/Participação | 13 342 | 41,37 / 100,00  |

#### Setúbal (Santa Maria da Graça)
| Candidato               | Candidato               | Votos | %               |
| ----------------------- | ----------------------- | ----- | --------------- |
|                         | Aníbal Cavaco Silva     | 1 323 | 44,76 / 100,00  |
|                         | Manuel Alegre           | 654   | 22,12 / 100,00  |
|                         | Fernando Nobre          | 543   | 18,37 / 100,00  |
|                         | Francisco Lopes         | 317   | 10,72 / 100,00  |
|                         | José Manuel Coelho      | 81    | 2,74 / 100,00   |
|                         | Defensor Moura          | 38    | 1,29 / 100,00   |
| Votos Inválidos         | Votos Inválidos         | 163   | 5,22 / 100,00   |
| Total                   | Total                   | 3 119 | 100,00 / 100,00 |
| Eleitorado/Participação | Eleitorado/Participação | 7 037 | 44,32 / 100,00  |

#### Setúbal (São Julião)
| Candidato               | Candidato               | Votos  | %               |
| ----------------------- | ----------------------- | ------ | --------------- |
|                         | Aníbal Cavaco Silva     | 3 323  | 49,43 / 100,00  |
|                         | Manuel Alegre           | 1 293  | 19,23 / 100,00  |
|                         | Fernando Nobre          | 1 276  | 18,98 / 100,00  |
|                         | Francisco Lopes         | 546    | 8,12 / 100,00   |
|                         | José Manuel Coelho      | 206    | 3,06 / 100,00   |
|                         | Defensor Moura          | 79     | 1,18 / 100,00   |
| Votos Inválidos         | Votos Inválidos         | 518    | 7,15 / 100,00   |
| Total                   | Total                   | 7 241  | 100,00 / 100,00 |
| Eleitorado/Participação | Eleitorado/Participação | 14 856 | 48,74 / 100,00  |

#### Setúbal (São Sebastião)
| Candidato               | Candidato               | Votos  | %               |
| ----------------------- | ----------------------- | ------ | --------------- |
|                         | Aníbal Cavaco Silva     | 5 757  | 37,53 / 100,00  |
|                         | Manuel Alegre           | 3 756  | 24,49 / 100,00  |
|                         | Fernando Nobre          | 2 792  | 18,20 / 100,00  |
|                         | Francisco Lopes         | 2 278  | 14,85 / 100,00  |
|                         | José Manuel Coelho      | 561    | 3,66 / 100,00   |
|                         | Defensor Moura          | 195    | 1,27 / 100,00   |
| Votos Inválidos         | Votos Inválidos         | 1 038  | 6,34 / 100,00   |
| Total                   | Total                   | 16 377 | 100,00 / 100,00 |
| Eleitorado/Participação | Eleitorado/Participação | 43 506 | 37,64 / 100,00  |